# Barajul Al-Tannur
Barajul Al -Tannur este un baraj situat în guvernoratul Tafilah la limita cu  guvernoratul Karak, în sudul Iordaniei. Capacitatea de stocare a barajului este de 14,7 milioane m3. Lucrările de construcție au început în 1999 și s-au încheiat în 2001. Barajul este folosit în mai multe scopuri, inclusiv în industrie și pentru irigare.
Barajul a fost construit din beton laminat, iar costul de construcție a fost de 23,3 milioane de dinari. Barajul este situat lângă Jabal al-Tanour, care este un vârf lângă situl nabataean Khirbet et-Tannur.